# Heracleum (botanica)
Heracleum L., 1753 è un genere di piante angiosperme della famiglia delle Apiacee.

## Tassonomia
Il genere comprende le seguenti specie:
- Heracleum abyssinicum (Boiss.) C.Norman
- Heracleum aconitifolium Woronow
- Heracleum akasimontanum Koidz.
- Heracleum albovii Manden.
- Heracleum amanum Boiss. & Kotschy
- Heracleum angustisectum (Stoj. & Acht.) Peev
- Heracleum anisactis Boiss. & Hohen.
- Heracleum antasiaticum Manden.
- Heracleum apiifolium Boiss.
- Heracleum argaeum Boiss. & Balansa
- Heracleum asperum (Hoffm.) M.Bieb.
- Heracleum austriacum L.
- Heracleum bhutanicum M.F.Watson
- Heracleum biternatum W.W.Sm.
- Heracleum candicans Wall. ex DC.
- Heracleum × carbonnieri Reduron, Michaud & J.Molina
- Heracleum carpaticum Porcius
- Heracleum chorodanum (Hoffm.) DC.
- Heracleum crenatifolium Boiss.
- Heracleum cyclocarpum K.Koch
- Heracleum dalgadianum S.M.Almeida
- Heracleum dissectifolium K.T.Fu
- Heracleum dissectum Ledeb.
- Heracleum egrissicum Gagnidze
- Heracleum elgonense (H.Wolff) Bullock
- Heracleum fargesii H.Boissieu
- Heracleum forrestii H.Wolff
- Heracleum franchetii M.Hiroe
- Heracleum freynianum Sommier & Levier
- Heracleum gorganicum Rech.f.
- Heracleum grandiflorum Steven ex M.Bieb.
- Heracleum hemsleyanum Diels
- Heracleum henryi H.Wolff
- Heracleum humile Sm.
- Heracleum incanum Boiss. & A.Huet
- Heracleum jacquemontii C.B.Clarke
- Heracleum kansuense Diels
- Heracleum kingdonii H.Wolff
- Heracleum kurdistanicum Rastegar, Maroofi & Tabad
- Heracleum lehmannianum Bunge
- Heracleum leskovii Grossh.
- Heracleum ligusticifolium M.Bieb.
- Heracleum likiangense H.Wolff
- Heracleum mantegazzianum Sommier & Levier
- Heracleum maximum W.Bartram
- Heracleum moellendorffii Hance
- Heracleum nyalamense R.H.Shan & T.S.Wang
- Heracleum oncosepalum (Hand.-Mazz.) Pimenov & Kljuykov
- Heracleum oreocharis H.Wolff
- Heracleum orphanidis Boiss.
- Heracleum ossethicum Manden.
- Heracleum paphlagonicum Czeczott
- Heracleum pastinaca Fenzl
- Heracleum pastinacifolium K.Koch
- Heracleum persicum Desf. ex Fisch., C.A.Mey. & Avé-Lall.
- Heracleum peshmeniana Ekim
- Heracleum piliferum Kljuykov & Lyskov
- Heracleum pinnatum C.B.Clarke
- Heracleum platytaenium Boiss.
- Heracleum ponticum (Lipsky) Schischk. ex Grossh.
- Heracleum pubescens (Hoffm.) M.Bieb.
- Heracleum pumilum Vill.
- Heracleum rapula Franch.
- Heracleum rawianum C.C.Towns.
- Heracleum rechingeri Manden.
- Heracleum × rodnense Nyár. & Todor
- Heracleum roseum Steven
- Heracleum scabridum Franch.
- Heracleum scabrum Albov
- Heracleum schansianum Fedde ex H.Wolff
- Heracleum schelkovnikowii Woronow
- Heracleum sibiricum L.
- Heracleum sommieri Manden.
- Heracleum sosnowskyi Manden.
- Heracleum souliei H.Boissieu
- Heracleum sphondylium L.
- Heracleum stenopteroides Fedde ex H.Wolff
- Heracleum stenopterum Diels
- Heracleum subglabrum Kitam.
- Heracleum subtomentellum C.Y.Wu & M.L.Sheh
- Heracleum sumatranum Buwalda ex Steenis
- Heracleum taylorii C.Norman
- Heracleum tiliifolium H.Wolff
- Heracleum trachyloma Fisch. & C.A.Mey.
- Heracleum vicinum H.Boissieu
- Heracleum villosum (Hoffm.) Fisch. ex Spreng.
- Heracleum wenchuanense F.T.Pu & X.J.He
- Heracleum wilhelmsii Fisch. & C.A.Mey.
- Heracleum wolongense F.T.Pu & X.J.He
- Heracleum woodii M.F.Watson
- Heracleum xiaojinense F.T.Pu & X.J.He
- Heracleum yungningense Hand.-Mazz.